# Henning Claus Christoffer Heuck
Henning Claus Christoffer Heuck (* 3. Oktober 1798 in Ochsenwärder; † 14. Juli 1864 in Hamburg) war ein Hamburger Mechaniker und Glockengießer.

## Leben
Heuck lernte das Handwerk des Glockengießers und wurde am 1. März 1829 Meister des Rot- und Glockengießeramts. Im Hamburger Adressbuch von 1860 ist er als Metallarbeiter verzeichnet.
Beim Hamburger Brand 1842 beteiligte sich Heuck an den Löscharbeiten der St. Katharinenkirche, die vor der Zerstörung gerettet werden konnte. Später übernahm er die ehrenamtliche Leitung der Löschanstalten der Kirche, die ihm unter dem Oberbefehl der Spritzenmeister übertragen wurde.
Heuck war von 1859 bis 1860 Mitglied der Hamburgischen Bürgerschaft. Anfang 1860 wurde er auf eigenen Antrag wegen Krankheit entlassen.